# شلکینه
شلکینه یا کزینکه(به کردی: شلکێنە) ،(به لری: چزنَک رغو)نوعی نان نازک است که در استان‌های کرمانشاه، کردستان و ایلام و مناطق لک نشین(شلکێنە )لرستان رایج است. شلکینه از آرد، تخم مرغ و شیر یا آب تهیه می‌شود. شلکینه مانند بیشتر نان‌های رایج در این مناطق، اغلب روی ساج درست می‌شود. ساج صفحه یا دیگ‌فلزی است که زیر آن آتش روشن است و بر روی آن نان می‌پزند. شلکینه نسبتاً سریع و در مهمانی‌ها و جشن‌ها نیز سرو می‌شود.این نان از غذاهای اصیل  استان زیبای لرستان است
پخت نان کزینکه یا شلکینه در بهمن ۱۳۹۹ توسط سازمان میراث فرهنگی، صنایع دستی و گردشگری در فهرست آثار ناملموس استان کرمانشاه ثبت شده‌است.

## نگارخانه

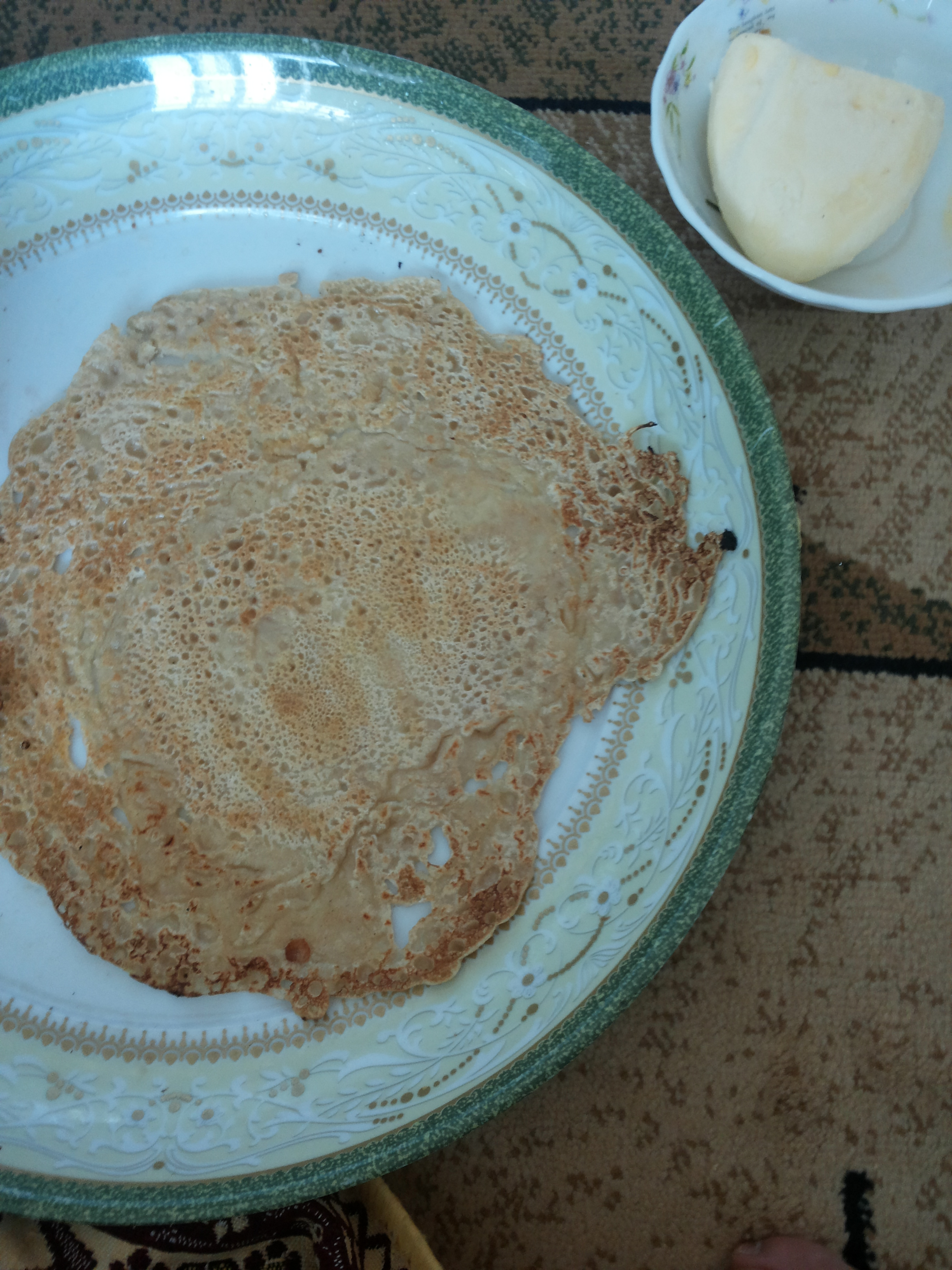
شلکینه ماهیتابه همراه با کره
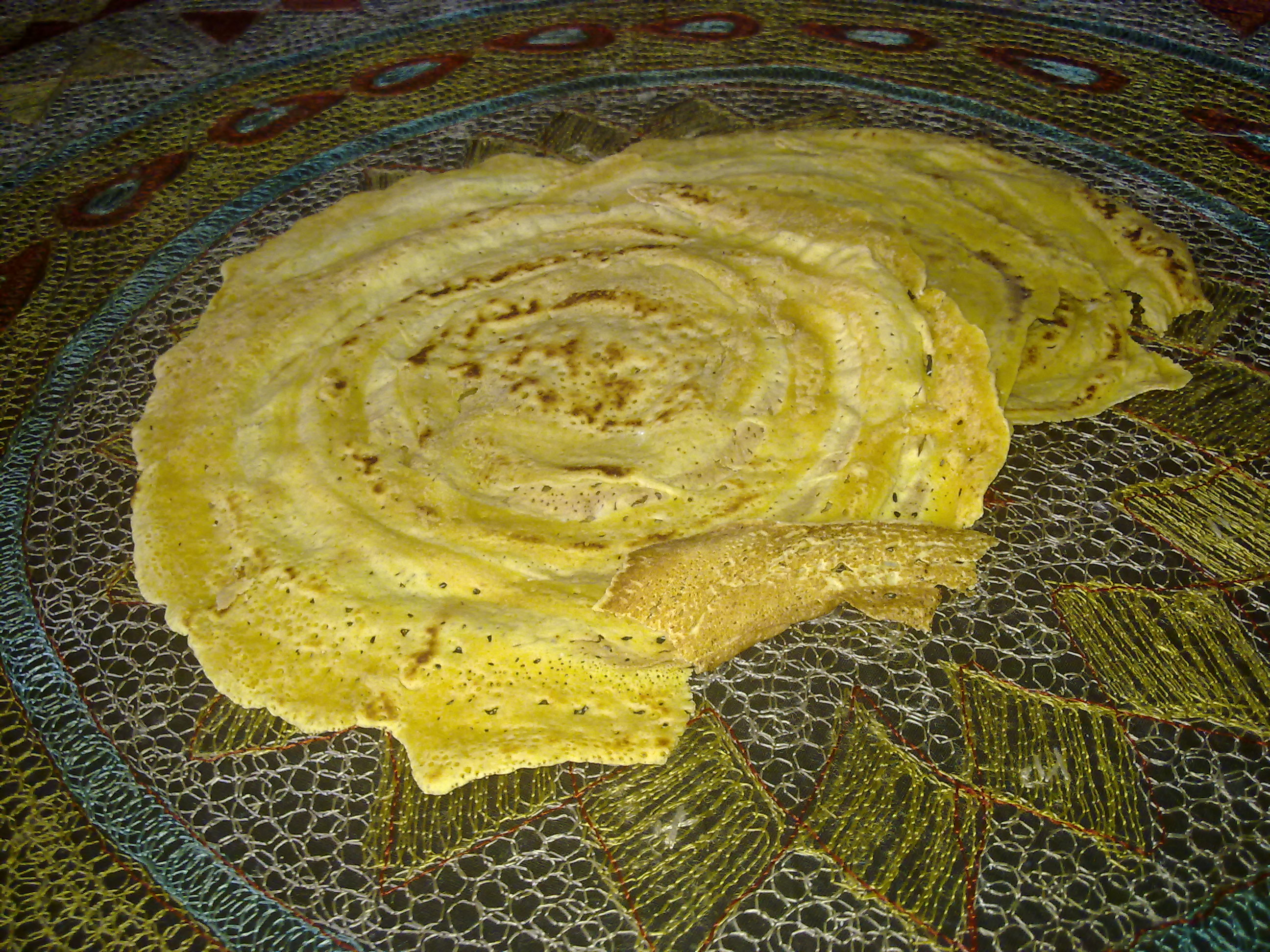